# Lázeňské oplatky
Lázeňské oplatky – okrągłe, przekładane różnymi masami opłatki (wafle), np. migdałowym, ajerkoniakowym, waniliowym, orzechowym, czekoladowym, cynamonowym, nugatowym, cytrynowym. Sprzedawane są najczęściej w czeskich uzdrowiskach, takich jak Karlowe Wary (tam można zjeść je na ciepło), Franciszkowe Łaźnie, Mariańskie Łaźnie (produkcją zajmuje się firma „Kolonáda”) czy Luhačovice. Opakowanie składa się z 8 do 10 opłatków. Ceny wahają się od 23 do 35 koron w zależności od miejsca, gdzie je kupujemy i producenta.
Na Górnym Śląsku znane są i produkowane jako oblaty.